# Ložisko (geologie)

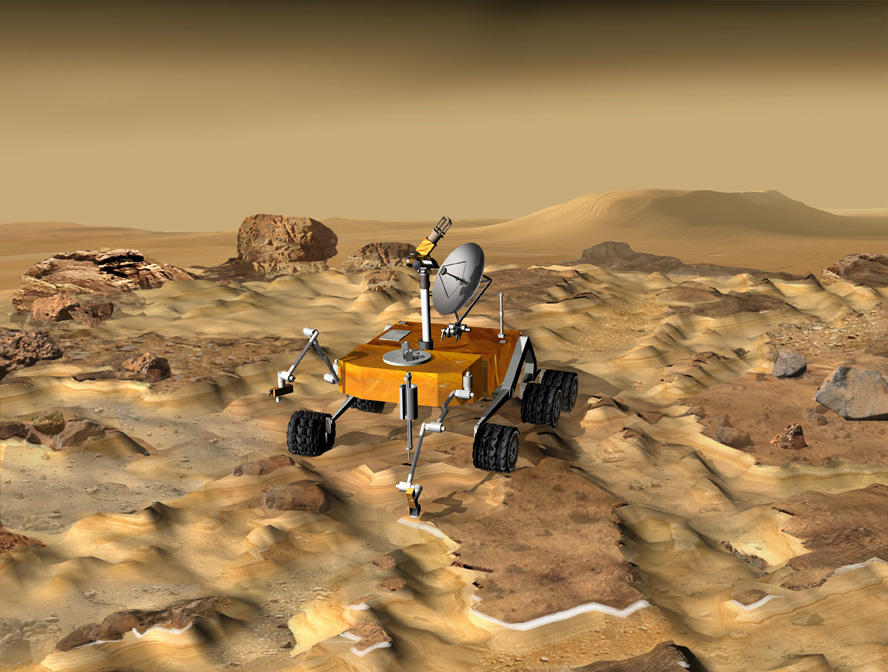
Umělecký obrázek, na kterém automatická sonda hledá na Marsu těžitelná ložiska

Ložisko (ložisko nerostné suroviny nebo nerostný zdroj) je anomální přírodní nahromadění nerostné suroviny pod povrchem nebo na zemském povrchu, kterou je v současnosti nebo budoucnosti možné z praktického (či ekonomického) hlediska výhodné nebo dovolitelné těžit se ziskem.
Aby mohly akumulace nerostných surovin být považovány za ložiska, musí mít požadovanou kvalitu, technologické vlastnosti a dostatečné množství zásob. Ložisko musí mít též vhodnou pozici v geologickém prostředí, která umožňuje jeho rentabilní těžbu vzhledem k dosaženému stupni technologického rozvoje. Jiná definice uvádí, že ložisko je místo nahromadění prvků nad průměrnou hodnotu klark v zemské kůře.

## Dělení
Ložiska se dělí podle vzniku na mnoho ložisek – magmatická, metasomatická, pegmatitová atd.
Podle druhů ložiska se rozlišují ložiska
- kaustobiolitů – organické zbytky, které se přeměnily na suroviny (např. ropa, zemní plyn, uhlí)
- kovových surovin – železo, hliník, zlato atd.
- nekovových surovin – štěrk, kámen, písek, halit, apatit atd.

Podle těžitelnosti se dělí na:
- bilanční – vytěžitelné a dostupné zásoby, které lze vytěžit a jejich těžba je rentabilní
- nebilanční – nevytěžitelné z důvodů špatných geologických podmínek, ochrany přírody, odpisu zásob nebo nerentability těžby

Dělí se též na:
- ložiska vyhrazených nerostů (tj. výhradní ložiska) – podmínky využití upravuje horní zákon[1]
- ložiska nevyhrazených nerostů

## Zásoby
Pro určení velikosti zásob ložiska (tzv. výpočet zásob) je potřeba sběr, zpracování a vyhodnocování údajů o geologické pozici, kvantitě a kvalitě užitkových nerostů v jejich přirozeném nebo antropogenním uložení, umožňující rozhodnout o jejich dalším využití. Je to závěrečný krok ve složitém postupu různých odborných úkonů, které zahrnují zpracování množství geologické, technické a jiné potřebné dokumentace do podoby závěrečné zprávy. Taková zpráva by měla obsahovat všechny potřebné informace o ložisku, zejména popis jeho stavby, petrografických a mineralogických charakteristik a jiné. Údaje o ložisku by též měly obsahovat geologické mapy, schémata či náčrty. Jedněmi z nejdůležitějších informací by měly být tabulky výpočtu zásob, včetně jeho množství a kvality, sestavené na základě přiložených výsledků rozborů.
Ložiska nesplňující kritéria umožňující těžbu (např. pro svou nízkou kvalitu) se označují jako nebilanční ložiska. V důsledku rozvoje technologických postupů nebo nárůstu potřeby nebo cen surovin se však mohou stát bilančními ložisky i akumulace, které dříve za ložiska nebyly považovány. Běžný je i opačný proces, při vytěžení nebo změně geologických podmínek v ložisku.
Bilanční ložiska jsou taková, která je možné v současnosti využít. Podle prozkoumanosti, úložných poměrů, kvality a báňsko-technických podmínek se dělí na:
- ověřené zásoby - jejich vlastnosti a rozměry jsou ověřené průzkumnými díly, jejich kvalita prokázána laboratorně
- pravděpodobné zásoby - jejich vlastnosti a rozměry jsou odvozeny na základě nepřímých průzkumných metod, není též znám obsah škodlivých složek apod.
- předpokládané zásoby - jejich vlastnosti a rozměry jsou jen částečně hmotně prokázány, většina informací o nich je odvozena na základě analogií z obdobných ložisek

Podle možnosti dobývání, podmíněné technologií dobývání, bezpečností provozu a určenými ochrannými pilíři se zásoby klasifikují:
- vázané zásoby - surovina vázaná v ochranných pilířích povrchových a podzemních staveb, zařízení a banských děl a v pilířích, určených k zajištění bezpečnosti provozu a ochrany chráněných zájmů
- volné zásoby - všechny ostatní zásoby.